# Góra (powiat kościerski)
Góra (kaszb. Górô) – wieś kociewska w Polsce położona w województwie pomorskim na pograniczu kociewsko-kaszubskim, w powiecie kościerskim, w gminie Stara Kiszewa w pobliżu drogi wojewódzkiej nr 214 (w kierunku południowym) i Wierzycy (w kierunku północnym).
Wierni Kościoła rzymskokatolickiego należą do parafii św. Elżbiety w Pinczynie.
W latach 1975–1998 miejscowość należała administracyjnie do województwa gdańskiego.